# Gauliga Generalgouvernement
La Gauliga Generalgouvernement fue la liga de fútbol más importante de los territorios anexados de Polonia a Alemania Nazi del Gobierno General de 1941 a 1945.

## Historia
La liga fue creada en 1941 por idea de la Oficina Nazi de Deportes luego de la conformación del Gobierno General, el cual consistía en los territorios ocupados de Polonia que no conformaron una región dentro del sistema de Alemania Nazi como lo fueron Cracovia, Varsovia, Radom y Lubin.
A deferencia de las otras Gauligas, en ésta no se le permitió la participación a equipos de Polonia sino más bien participaron los equipos que representaban a la minoría alemana radicada en Polonia, el cual representaba apenas un dos por ciento de la población total del país.
La temporada inaugural consistió en que los cuatro campeones distritales clasificaban a las semifinales, las cuales se jugaban a un partido de eliminación. Los ganadores jugaban la final mientras que los perdedores jugaban por el tercer lugar, y quien ganaba la final clasificaba a la Gauliga Nacional.
El sistema se mantuvo por las siguientes temporadas, pero con el colapso de la Alemania Nazi, las Gauligas dejaron de existir y el Gobierno General pasó a manos de la Unión Soviética, aunque esta región se volvería a unir a Polonia, la minoría alemana fue expulsada de la región y los equipos de origen alemán desaparecieron.

## Ediciones Anteriores
Estos fueron los campeones y subcampeones de cada temporada:
| Temporada | Campeón                      | Finalista              |
| --------- | ---------------------------- | ---------------------- |
| 1941–42   | Luftwaffen SV Boelcke Krakau | Luftwaffen SV Warschau |
| 1942–43   | Luftwaffen SV Adler Dęblin   | desconocido            |
| 1943–44   | Luftwaffen SV Mölders Krakau | DTSG Tschenstochau     |